# 西邦爾公園站
西邦爾公園站（英語：Westbourne Park tube station）是倫敦地鐵環線和漢默史密斯及城市線的一個車站，位於倫敦西部的肯辛頓-修爾斯區，車站出入口鄰近A40公路高架橋和大聯盟運河。本站位於倫敦軌道運輸第2收費區。車站開通於1866年。1871至1992年間，本站亦曾提供大西部主線的列車服務。

## 歷史
儘管大都會鐵路已於1864年6月1日延伸至諾丁山和漢默史密斯，但第一個同名車站直到1866年2月1日才開通。1867年，大都會鐵路從大西部鐵路手中購買了漢默史密斯及城市鐵路的股份，此後取消了寬軌鐵路並運營了幾乎所有列車（漢默史密斯及城市鐵路的身份實際上已丟失）。
原漢默史密斯及城市鐵路車站於1871年10月31日關閉，並於翌日被建在其西側的新站取代。當時大都會鐵路的列車穿越大西部主線時會與主線上的列車構成衝突，進而影響繁忙的主線交通。因此大西部鐵路修建了一對從帕丁頓到本站的新軌道，並於1878年5月12日開通了一條下潛軌道，使大都會鐵路列車毋須再穿越大西部主線。1913年5月16日，本站發現了一枚由婦女參政運動者安放的炸彈。
2009年12月13日，環線延伸至漢默史密斯站。該線現在於漢默史密斯站和埃奇韋爾路站之間（經阿爾德門站）運行。這樣做的目的是通過列車在每次行程後提供終點站來避免延誤累積，從而提高準點率。然而，這意味著再沒有列車通過諾丁山門站前往埃奇韋爾路站以東。

## 大西部主線月台
大西部鐵路公司於1871年10月30日於本站啟用大西部主線月台。根據英國鐵路1982年列車時間表，週一至六於本站停靠的國鐵列車主要來往帕丁頓和斯勞（少部分列車以雷丁為總站），並停靠沿途各站。本站週日沒有國鐵列車停靠，而來往帕丁頓和格林福德站的列車亦一律不停靠本站。
通過本站主線月台的上行線速度限制為每小時48公里，這對於計劃實施的希思羅機場快線服務來說是不可接受的。由於英國鐵路公司認為拆除本站的大西部主線月台相比修改它們更具成本效益，所以該公司於1990年12月13日向本站的大西部主線月台發出了關閉通知。這些月台最終於 1992 年 3 月關閉。
漢默史密斯及城市線上的另一個車站皇家橡站也曾由大西部鐵路提供服務，但其服務早已於 1934 年撤銷。今天，大西部主線從帕丁頓出發後抵達的第一站是阿克頓主線車站。 在橫貫鐵路項目的土地清理工作中，工業考古學家在本站以東的挖掘工作中發現了建築物的遺跡，包括原伊桑巴德·金德姆·布魯內爾主持修建大西部主線時建造的寬軌列車棚、調車轉盤和機務段。